# Plesko
Plesko – wieś w Słowenii, w gminie Hrastnik. W 2018 roku liczyła 39 mieszkańców.